# 韩金林
韩金林（1965年12月16日—），男，中国射电天文学家，中国科学院国家天文台研究员，中国电子学会会士，曾任中国天文学会常务理事。